# Zenvo ST1
El Zenvo ST1 es un automóvil superdeportivo coupé biplaza producido por el fabricante danés Zenvo Automotive. Es el primer modelo de la compañía y está fabricado casi totalmente de forma artesanal.

## Historia de la compañía
Zenvo Automotive es un constructor de superdeportivos artesanales danés, situada en Præstø, en la isla danesa de Selandia. Fue fundada por Troels Vollertsen. El nombre proviene de la combinación de las dos primeras y tres últimas letras de su apellido.
Zenvo Automotive fue fundada en el año 2004. Su primer prototipo, que después se convirtió en el Zenvo ST1, se completó en diciembre de 2008 y la producción comenzó en 2009. Solamente 15 vehículos fueron construidos y vendidos, pero según los datos de la empresa se suelen fabricar unos 20 al año. Fue presentado en el Salón del Automóvil de Dubái de 2009.

## Especificaciones

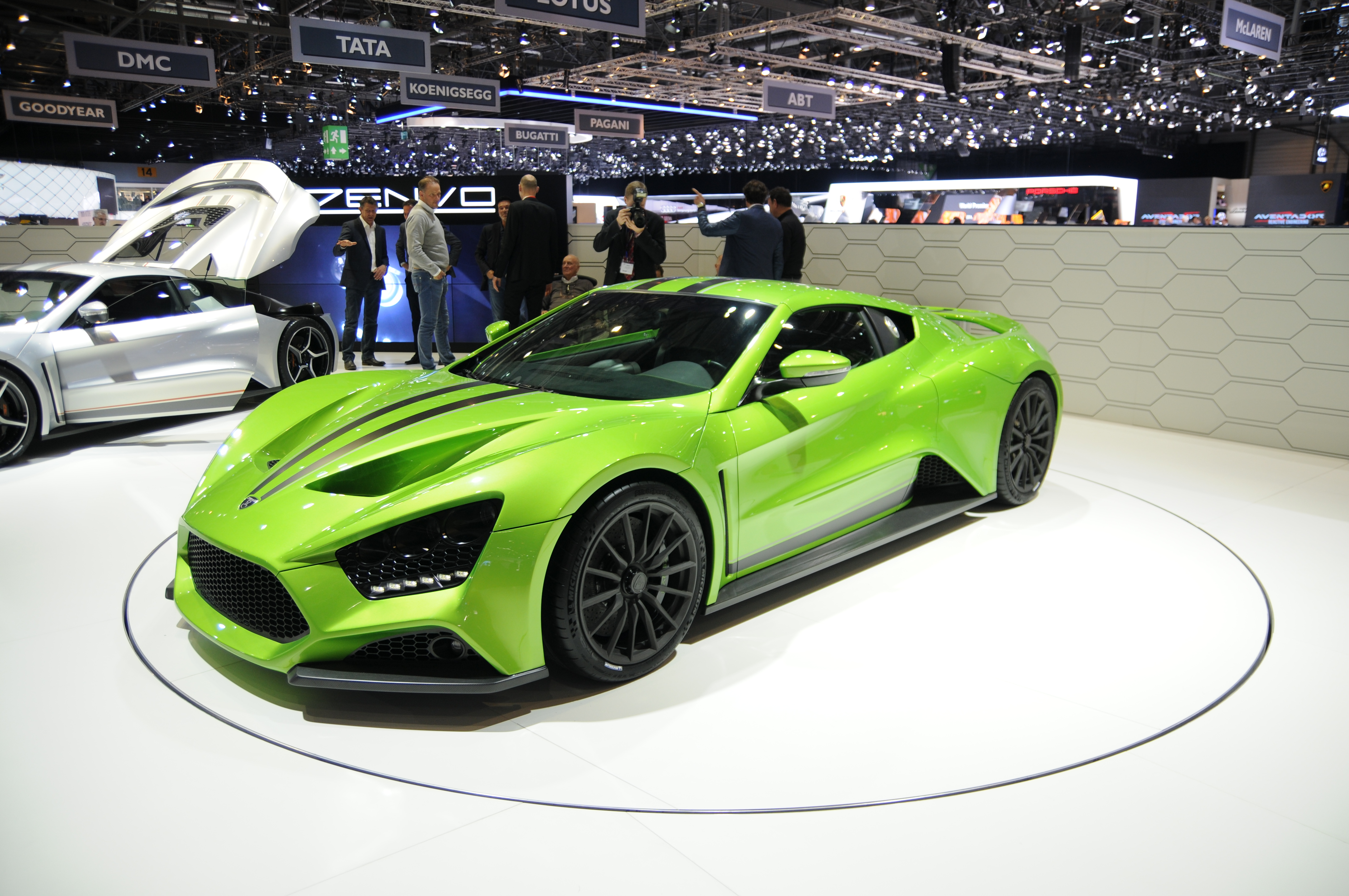
En el Salón del Automóvil de Ginebra de 2015.

El Zenvo ST1 tiene un motor central-trasero V8 a 90° de 7011 cm³ (7 L; 427,8 plg³) con turbocompresor y sobrealimentador ("Twincharged") de origen Chevrolet serie LS7, que desarrolla una potencia máxima de 1104 CV (1089 HP; 812 kW) a las 6900 rpm y un par máximo de 1430 N·m (1055 lb·pie) a las 4500 rpm, la cual se envía a las ruedas traseras a través de una transmisión manual de 6 velocidades. Alcanza una velocidad máxima limitada electrónicamente de 375 km/h (233 mph), una aceleración de 0 a 100 km/h (62 mph) en 3 segundos y de 0 a 200 km/h (124 mph) en 8,9 segundos, siendo uno de los coches más rápidos legalizados para circular en carretera.
Opcionalmente, el Zenvo ST1 también está disponible con frenos de disco carbono-cerámicos y pinzas de ocho pistones. Presenta un amplio equipamiento de serie, que consiste en sistema de audio y DVD con navegación, aire acondicionado, asientos de cuero/alcantara y elevalunas eléctricos. Además, tiene un head-up display y unas grandes llantas de aleación con neumáticos Michelin de medidas 255/35 R19 x 9,5 pulgadas (48,3 x 24,1 cm) delante; y 335/30 R20 x 12,5 pulgadas (50,8 x 31,8 cm) en la parte trasera.
El chasis es de tipo tubular de acero y está hecho principalmente de plástico reforzado con fibra de carbono y su carrocería cuenta con un diseño inusual de puertas de tijera.

## Diseño danés

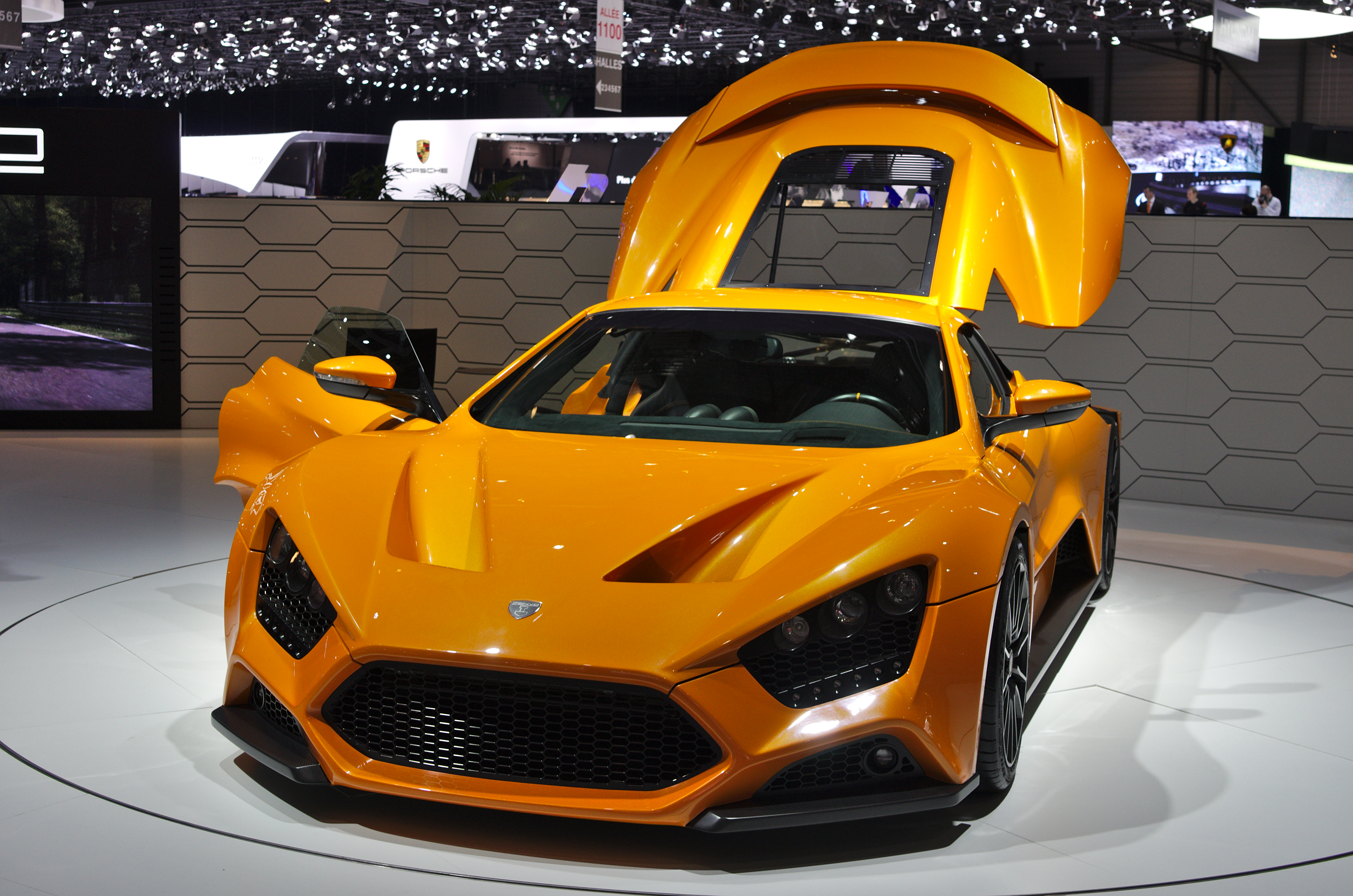
Con el capó trasero abierto, en el Salón de Ginebra de 2014.

Zenvo afirma que el ST1 es completamente un resultado del diseño danés. El coche fue diseñado por Christian Brandt y Jesper Hermann. La carrocería de fibra de carbono fue hecha en Alemania y otros componentes como medidores, depósito de combustible con una capacidad de 69 litros (18,2 galAm), frenos ABS, sistema de control de tracción y bolsas de aire, vienen de coches americanos o alemanes.

## Precio y producción
Tiene un precio de alrededor de USD$ 1,8 millones, mientras que en Dinamarca es de € 2143952, resultado de los altos impuestos del país. Es por ello que Zenvo se concentra en el mercado de exportación. Su producción está limitada a solamente 15 vehículos.

## Apariciones
En el programa británico Top Gear, el Zenvo ST1 fue criticado después de una serie de incidentes durante la grabación del programa, incluyendo un incendio debido a un problema de refrigeración. Otro ST1 consiguió terminar una vuelta completa al circuito de Top Gear, cuyo tiempo resultante fue menor al de un BMW M5.
En el Gran Premio de Copenhague de 2015, el Zenvo ST1 se incendió, lo que obligó al conductor a ser rescatado a la mayor brevedad posible. Zenvo afirmó que el incendio fue causado por problemas en la línea de combustible.